# Alarobia
Alarobia is een plaats en commune in het centrum van Madagaskar, behorend tot het district Manjakandriana, dat gelegen is in de regio Analamanga. Tijdens een volkstelling in 2001 telde de plaats 16.149 inwoners.
De plaats biedt naast lager onderwijs ook middelbaar onderwijs aan. 67 % van de bevolking werkt als landbouwer en 25 % houdt zich bezig met veeteelt. Het belangrijkste landbouwproduct is rijst; andere belangrijke producten zijn bonen, maniok, zoete aardappelen en aardappelen. Verder is 1,5% actief in de dienstensector.